# Љубавна ликвефакција
Љубавна ликвефакција је први албум српске реп и рок групе Саншајн (енгл. Sunshine), који је издат 1995. године. На албуму се налази 10 песама и изашао је на касети, плочи и цд издању у продукцији Југодиска.

## Песме
На албуму се налазе следеће песме: